# 岡村多希子
岡村 多希子（おかむら たきこ、1939年（昭和14年） - ）は、日本のポルトガル語研究者、ポルトガル文学研究者。東京外国語大学名誉教授。

## 人物
東京府出身。旧姓は松尾。東京外国語大学ポルトガル・ブラジル学科卒業。
2003年まで東京外国語大学教授。ヴェンセスラウ・デ・モラエスを研究、翻訳した。

## 著書
- 『モラエスの旅 ポルトガル文人外交官の生涯』（彩流社） 2000
- 『モラエス サウダーデの旅人』（モラエス会） 2008

## 翻訳
- 『南蛮文化渡来記 — 日本に与えたポルトガルの衝撃』（アルマンド・マルティンズ・ジャネイラ、サイマル出版会） 1971
- 『ウズ・ルジアダス ルシタニアの人びと』（ルイス・デ・カモンイス、小林英夫, 池上岑夫共訳、岩波書店） 1978.10
- 『東洋遍歴記』全3巻（メンデス・ピント、平凡社東洋文庫） 1979 - 1980
- 『方舟』（ミゲル・トルガ、彩流社） 1984
- 『ポルトガル短篇選集』（アルヴァロ・サレマ編、彩流社） 1988
- 『十六・七世紀イエズス会日本報告集 第4 - 5巻』（家入敏光共訳、同朋舎） 1988
- 『おヨネとコハル』（モラエス、彩流社） 1989年、増訂版 2004年
- 『ポルトガル日本交流史』（マヌエラ・アルヴァレス・ジョゼ・アルヴァレス、金七紀男, 大野隆雄共訳、彩流社） 1992
- 『モラエスの絵葉書書簡』（石川良彦共訳、彩流社） 1994年
- 『日本精神』（ヴェンセスラウ・デ・モラエス、彩流社） 1996年
- 『ポルトガルの友へ モラエスの手紙』（彩流社） 1997年
- 『モラエスの日本随想記 徳島の盆踊り』（講談社学術文庫） 1998、のち徳島県文化振興財団 2010
- 『リカルド・レイスの死の年』（ジョゼ・サラマーゴ、彩流社） 2002
- 『生きている、ただそれだけで美しい』（アウグスト・クリ、アーティストハウスパブリッシャー） 2003
- 『モラエス作品集』（モラエス会） 2012